# I Prevail
Gli I Prevail sono un gruppo musicale statunitense formatosi a Southfield, Michigan, nel 2013.

## Storia del gruppo
Il gruppo ha guadagnato una certa popolarità con la sua reinterpretazione in chiave pop punk di Blank Space di Taylor Swift nel 2014, inserita poi come traccia bonus nella compilation Punk Goes Pop 6 della Fearless Records; il brano, pubblicato come singolo, è stato certificato disco di platino dalla RIAA. Il loro primo EP, Heart vs. Mind, viene pubblicato dalla Fearless nel dicembre di quell'anno. Il loro album di debutto, Lifelines, viene pubblicato il 21 ottobre 2016 e debutta direttamente alla posizione 15 della Billboard 200. Nell'album, traendo spunto da altri gruppi statunitensi come The Ghost Inside, Stick to Your Guns e A Day to Remember, è un mix di sonorità metalcore e pop punk. Il 29 marzo 2019 esce il secondo album Trauma, candidato anche ai Grammy 2020 come miglior album rock, che presenta anche sperimentazioni elettroniche, rap e pop.

## Formazione
Formazione attuale
- Eric Vanlerberghe – voce death (2013-presente), voce melodica (2016-presente)
- Steve Menoian – chitarra solista (2013-presente), basso (2014-2015, 2017-presente)
- Dylan Bowman – chitarra ritmica, cori (2015-presente)
- Gabe Helguera – batteria (2019-presente; 2017-2019 come turnista)

Ex componenti
- Jordan Berger – chitarra ritmica, cori (2013-2015)
- Tony Camposeo – basso (2014-2016)
- Lee Runestad – batteria (2013-2017)
- Brian Burkheiser – voce melodica (2014-2025)

Turnisti
- Eli Clark – basso, cori (2016-2019)

## Discografia

### Album in studio
- 2016 – Lifelines
- 2019 – Trauma
- 2022 – True Power

### EP
- 2014 – Heart vs. Mind

### Singoli
- 2014 – Blank Space
- 2014 – Love, Lust, and Liars
- 2014 – The Enemy
- 2016 – Scars
- 2016 – Stuck in Your Head
- 2016 – Come and Get It
- 2016 – Alone
- 2017 – Lifelines
- 2019 – Bow Down
- 2019 – Breaking Down
- 2019 – Paranoid
- 2019 – Hurricane
- 2022 – Bad Things
- 2022 – Self-Destruction
- 2022 – There's Fear In Letting Go
- 2023 – Deep End
- 2024 – can you see me in the dark?
- 2024 – Hate This Song (con All Time Low)
- 2025 – Violent Nature
- 2025 – Into Hell